# Fox Digital Entertainment
Fox Digital Entertainment è stata un'azienda americana che sviluppava applicazioni mobili ed editava e sviluppava videogiochi di proprietà della 20th Century Fox (rinominato come 20th Century Studios ).

## Storia
Fox Digital Entertainment è stata fondata nel 2009 e ha intrapreso molti dei progetti di proprietà della 21st Century Fox provenienti da Fox Interactive e Fox Mobile Entertainment, quando quest'ultimo è stato venduto al gruppo Jesta e ribattezzato Jesta Digital.

## Progetti

Schermata iniziale del videogioco Angry Birds: Rio (2011)

È stato principalmente coinvolto con le programmi di proprietà della 20th Century Fox come I Griffin, I Simpson, L'era glaciale, James Bond, Predator, Rio, Sons of Anarchy e X-Men . Sono stati anche coinvolti nella realizzazione di applicazioni per dispositvi mobili e di videogiochi come Le cronache di Narnia: Il viaggio del veliero (videogioco), Family Guy: The Quest for Stuff, I Simpson: Spriengfield e Predators .

### Elenco di applicazioni mobili
Qui sotto la lista dei giochi realizzati per i dispositivi mobili
| Titolo                                | Prima data di uscita | Piattaforma  |
| ------------------------------------- | -------------------- | ------------ |
| Alvin Superstar 3 - Si salvi chi può! | 3 luglio 2013        | Android      |
| I Croods, Coloring Storybook          | 30 settembre 2013    | Android      |
| Epic Coloring and Storybook           | 8 ottobre 2013       | Android      |
| FOX 4D                                | 25 novembre 2013     | Android, iOS |
| Fox Digital Copy                      | 30 agosto 2013       | Android      |
| FoxFast eBrochure                     | 24 luglio 2013       | iOS          |
| Own The Moments                       | 18 giugno 2012       | Android, iOS |
| Prometheus Weyland Corp App           | 28 gennaio 2014      | Android, iOS |
| Rio: colorare con il blu              | 3 luglio 2013        | Android      |
| Skyfall Gun Barrel                    | 18 febbraio 2013     | Android, iOS |
| Sons of Anarchy                       | 24 ottobre 2013      | Android      |
| The Wolverine Second Screen           | 18 dicembre 2013     | Android, iOS |
| X-Men Movies Cerebro                  | 23 maggio 2014       | Android, iOS |

## Elenco dei videogiochi
| Titolo                                                   | Prima data di uscita | Piattaforme                                                                | Sviluppatore                                                   | Editore                   |
| -------------------------------------------------------- | -------------------- | -------------------------------------------------------------------------- | -------------------------------------------------------------- | ------------------------- |
| Angry Birds Rio                                          | 22 marzo 2011        | iOS, Android, MacOS, Windows, Symbian, WebOS, BlackBerry OS, Windows Phone | Rovio Entertainment Fox Digital Entertainment Blue Sky Studios | Rovio Entertainment       |
| Aliens vs Predator: Evolution                            | 6 agosto 2014        | Android, iOS, Ouya                                                         | Angry Mob Games                                                | Fox Digital Entertainment |
| The Chronicles of Narnia: The Voyage of the Dawn Treader | 18 novembre 2010     | iOS                                                                        | Fox Digital Entertainment                                      | Gameloft                  |
| Family Guy: The Quest for Stuff                          | 10 aprile 2014       | Android, iOS                                                               | TinyCo                                                         | Fox Digital Entertainment |
| L'era glaciale: Pirata Picasso                           | 3 luglio 2013        | Android, iOS                                                               |                                                                | Fox Digital Entertainment |
| Kung Fu Panda ProtectTheValley                           | 6 novembre 2013      | Android, iOS                                                               |                                                                | Fox Digital Entertainment |
| Movie Slam                                               | 22 luglio 2013       | Facebook, iOS                                                              |                                                                | Fox Digital Entertainment |
| Predators                                                | 8 ottobre 2013       | Android, iOS                                                               | Angry Mob Games                                                | Fox Digital Entertainment |
| I Simpson: Springfield                                   | 1 marzo 2012         | Android, iOS                                                               | EA Mobile Fox Digital Entertainment Gracie Films               | EA Mobile                 |